# Ramón Agenjo Cecilia
Ramón Agenjo Cecilia (Santander, Cantabria, 21 de enero de 1908-Madrid, 19 de abril de 1984) fue un entomólogo y lepidopterólogo español, especializado en la fauna lepidopterológica española. Fue director del Instituto Español de Entomología desde 1967 a 1984.

## Biografía
Aunque se licenció en Derecho por la Universidad de Madrid, su interés por la lepidopterología fue muy acusado desde su infancia.
En 1928 ingresó en la Sección de Entomología del Museo Nacional de Ciencias Naturales, entidad dependiente de la Junta para Ampliación de Estudios e Investigaciones Científicas. En esas fechas era director del Museo Ignacio Bolívar, mientras que su hijo Cándido Bolívar Pieltáin era Jefe de la Sección de Entomología. En 1936 aparece en la nómina de la Sección de Entomología con la categoría de auxiliar, con un salario de 250 pesetas, y en 1939 se confirma la prestación de sus servicios en la Sección de Entomología.
En 1939 se crea el Consejo Superior de Investigaciones Científicas y se le adscriben, entre otros, todos los centros dependientes de la disuelta Junta para Ampliación de Estudios e Investigaciones Científicas. Con la organización del CSIC en 1940 pasó a ser ayudante del Instituto José de Acosta de Ciencias Naturales, dependiente del Patronato Santiago Ramón y Cajal.
En 1941 pasa a formar parte del Instituto Español de Entomología, entidad dependiente del Consejo Superior de Investigaciones Científicas y ligado al Patronato Alonso de Herrera, siendo su director Gonzalo Ceballos y Fernández de Córdoba.
En 1945 el Ministerio de Educación Nacional, tras el correspondiente concurso-oposición, le nombra entomólogo del Instituto, con un sueldo de 4.000 pesetas. En septiembre de 1960 fue nombrado colaborador científico del Patronato Santiago Ramón y Cajal, de la División de Ciencias Matemáticas, Médicas y de la Naturaleza, y en 1972 el Ministerio de Educación y Ciencia le nombra profesor de investigación del Consejo Superior de Investigaciones Científicas, en la especialidad de Entomología.
En 1967 se convierte en director del Instituto Español de Entomología, cargo que confirma en 1968 y que ocupará hasta su jubilación el 31 de enero de 1978. Desde esta fecha hasta su muerte en 1984 fue director Honorario del Instituto Español de Entomología.
Su actividad se centró en el estudio de la fauna lepidopterlógica española, labor que difundió en diferentes publicaciones españolas y extranjeras. Participó activamente en la edición de las revistas españolas más importantes sobre Entomología. Desde 1941 formó parte del consejo de redacción de EOS: Revista Española de Entomología y fue su director entre 1967 y 1977. Fue cofundador de Graellsia: Revista de entomólogos españoles junto a Gonzalo Ceballos y Fernández de Córdoba y Eduardo Zarco y la dirigió desde 1965 a 1977.
Esta labor de difusión se complementó con la participación en los congresos internacionales de entomología de Madrid (1935), Estocolmo (1948), Ámsterdam (1951), Viena (1960), Londres (1964 y Moscú (1968), y en la colaboración con diferentes instituciones entomológicas internacionales.
Fue socio numerario de la Sociedad Española de Historia Natural desde 1932. Miembro de la The Lepidopteristis' Society de la Universidad de Yale desde 1948 y Vicepresidente de la misma en 1965.
En 1970 la Accademia di agricoltura di Torino le nombró académico correspondiente, y en 1973 la Societas Entomologica Fennica, le envió el diploma de miembro correspondiente.
Trabajó en diferentes periodos de uno a varios meses en las siguientes instituciones: Museo Nacional de Historia Natural de Francia (en 1931, 1935, 1949, 1957, 1964 y 1978); en el Museo de Historia Natural de Viena (1934), en el Museo de Historia Natural de Londres (1948, 1964, 1970 y 1978); en el Museu Nacional de História Natural e da Ciência de Lisboa (1971, 1972 y 1973); en el Museu de História Natural da Universidade do Porto (1974); y en el Museo de Historia Natural (La Specola) (1976).
El 24 de junio de 1978 recibió la condecoración de la Orden de Alfonso X el Sabio (Encomienda con placa) como recompensa oficial a toda una vida dedicada a la investigación entomológica.

## Obra
Fue el primer entomólogo español que utilizó los caracteres de la genitalia masculina para la determinación de las especies y uno de los primeros que valoró la importancia para la clasificación de investigar de modo sistemático las genitalia femeninas. Su procedimiento de trabajo consistía en la disección de las genitalias de ambos sexos, que pretendía extender a todas las especies españolas de lepidópteros y que una vez dibujados podrían reproducirse para la identificación y clasificación de los individuos que quedaban perfectamente dispuestos para ser fotografiados o dibujados. Llegó a realizar unas 8.000 preparaciones microscópicas con dichos órganos.
Fue un experto en clasificación y nomenclatura, describió 39 especies y multitud de formas nuevas. Realizó una extensa labor en el campo de la lepidopterología, centrada en la fauna lepidopterológica ibérica para lo que recolectó, describió y clasificó una gran cantidad de material en distintos lugares de España, especialmente en las provincias de Madrid, Burgos y Almería, que pasó a formar parte de la colección de lepidópteros del Museo Nacional de Ciencias Naturales. Durante más de cincuenta años fue reuniendo una importante cantidad de lepidópteros de la cuenca del río Arlanzón (Burgos), zona en la que determinó más de 1.300 especies, y que no llegó a publicar.
Colaboró con servicios agronómicos y forestales para la identificación, detección y tratamiento de lepidópteros dañinos y plagas. Esta labor científica quedó plasmada en numerosos artículos para el Boletín del Servicio de Plagas Forestales.
En el momento de su muerte estaba trabajando en la elaboración de una Historia de la lepidopterología en España y en una extensiva recopilación de Los esfíngidos de España ilustrada con numerosos dibujos, fotografías, mapas y preparaciones de genitalias.

## Publicaciones
Desde su primer artículo en 1933, Una nueva especie del género Evergestis Hb. (Lep. Pyr.), publicó más de dos centenares de trabajos. En 1984 D. Selgas y J. Templado recopilaron 227 trabajos:
Su obra más citada es Fáunula lepidopterológica almeriense, trabajo por el que recibió el premio Alonso de Herrera del Consejo Superior de Investigaciones Científicas en 1950. Fue autor de obras para las que se requería de una enorme constancia y labor investigadora como el Catálogo ordenador de los lepidópteros de España que fue apareciendo en sucesivas entregas en Graellsia (Revista de entomólogos españoles) entre los años 1946 y 1977.
Una buena parte de sus artículos se publicaron en las siguientes revistas:
- EOS: Revista Española de Entomología (Madrid: Museo Nacional de Ciencias Naturales; Instituto Español de Entomología). 1925-1984. ISSN 0013-9440.. Versión digital disponible en «Biodiversity Heritage Library Europe». Archivado desde el original el 23 de septiembre de 2015. Consultado el 5 de abril de 2015.
- Graellsia: revista de entomólogos españoles (Madrid: Instituto Español de Entomología; Museo Nacional de Ciencias Naturales). 1943-. ISSN 0367-5041. Edición digital en «Graellsia». doi:10.3989/graellsia.
- Boletín del Servicio de Plagas Forestales (Madrid: Dirección General de Montes, Caza y Pesca Fluvial). 1958-1971. ISSN 0584-7885..

## Abreviatura (zoología)
La abreviatura Cecilia  se emplea para indicar a Ramón Agenjo Cecilia como autoridad en la descripción y taxonomía en zoología.